# Lubycza Królewska (gemeente)
De gemeente Lubycza Królewska is een landgemeente in het Poolse woiwodschap Lublin, in powiat Tomaszowski (Lublin).
De zetel van de gemeente is in Lubycza Królewska.
Op 30 juni 2004 telde de gemeente 7180 inwoners.

## Oppervlakte gegevens
In 2002 bedroeg de totale oppervlakte van gemeente Lubycza Królewska 212,1 km², waarvan:
- agrarisch gebied: 65%
- bossen: 27%

De gemeente beslaat 14,26% van de totale oppervlakte van de powiat.

## Demografie
Stand op 30 juni 2004:
| Omschrijving                   | Totaal | Totaal | Vrouwen | Vrouwen | Mannen | Mannen |
| ------------------------------ | ------ | ------ | ------- | ------- | ------ | ------ |
| eenheid                        | aantal | %      | aantal  | %       | aantal | %      |
| inwoners                       | 7180   | 100    | 3568    | 49,7    | 3612   | 50,3   |
| bevolkingsdichtheid (inw./km²) | 33,9   | 33,9   | 16,8    | 16,8    | 17     | 17     |

In 2002 bedroeg het gemiddelde inkomen per inwoner 1518,63 zł.

## Administratieve plaatsen (sołectwo)
Brzeziny, Dęby, Nowe Dyniska, Hrebenne, Huta Lubycka, Kniazie, Kornie, Lubycza Królewska, Stary Machnów, Nowy Machnów, Mosty Małe, Myślatyn, Nowosiółki Kardynalskie, Potoki, Ruda Żurawiecka, Siedliska, Szalenik, Teniatyska, Wierzbica, Zatyle-Osada, Zatyle, Żurawce-Osada, Żurawce, Żyłka.

## Overige plaatsen
Bukowinka, Gruszka, Hrebenne-Osada, Jalinka, Łazowa, Mrzygłody Lubyckie, Nowosiółki Przednie, Pawliszcze, Ruda Lubycka, Ruda Żurawiecka-Osada, Rudki, Wólka Wierzbicka.

## Aangrenzende gemeenten
Bełżec, Horyniec-Zdrój, Jarczów, Narol, Ulhówek. De gemeente grenst aan Oekraïne.